# Đền thờ Santiago (Chiapas, México)
Đền thờ Santiago (còn gọi là đền thờ Quechula) là một nhà thờ đã bị phá hủy của Giáo hội Công giáo Rôma, tọa lạc ở Chiapas, México. Nhà thờ này do Bartolomé de las Casas - một tu sĩ Dòng Đa Minh và là một nhà cải cách xã hội thành lập.

Năm 1564, Bartolomé de las Casas và các đồng môn của ông thành lập một đan viện ở Tecpatán, nơi mà ngày nay là Tiểu bang Chiapas của México. Dựa trên những điểm tương đồng kiến trúc, đền thờ Santiago được cho là được xây dựng bởi những người thợ đã xây đan viện ấy.Navarrete reported that the church was abandoned during a 1773-1776 plague. Công trình kiến trúc này dài khoảng 56 mét, rộng 13 mét, với tháp chuông cao 14 mét. Vào thời điểm đó, ngôi nhà thờ này phục vụ một cộng đoàn nhỏ hơn nhiều so với quy mô của nó vì được thiết kế để chuẩn bị cho sự gia tăng tín hữu. Năm 1773-1776 xảy ra một vụ dịch hạch trong vùng khiến dân trong vùng bỏ đi, nhà thờ Santigao cũng không còn được sử dụng làm nơi phụng vụ nữa.
Nhà thờ này đã bị chìm hoàn toàn dưới nước khi đập Nezahualcoyotl gần đó làm tràn nước vào tạo thành một cái hồ vào năm 1966 đến nay. Tuy nhiên, vào năm 2015, một trận hạn hán ở vùng này đã khiến mực nước sông Grijalva chảy vào hồ chứa sụt giảm tới 25 mét, khiến gần như toàn bộ nhà thờ đã trồi lên khỏi mặt nước. Lần gần đây nhất người ta nhìn thấy nhà thờ này là vào năm 2002, khi mực nước giảm sâu tới mức những người tới tham quan thậm chí có thể đi bộ vào bên trong.